# Аграрна мисао
Аграрна мисао било је друштво за подизање села и пољопривреде, које је основано 20. октобра 1936. у Београду. Под истим именом, у периоду од 1936. до 1940. године, излазио је и часопис овог друштва у коме су се обрађивале теме из домена пољопривреде и села.

## Друштво Аграрна мисао
Циљ овог друштва био је подизање значаја села и пољопривреде у домаћем привредном и јавном животу. Да би овај циљ и остварило друштво је често приређивало предавања, састанке и конференције, издавало је и свој лист и оснивало своје читаонице. Друштво је имало свој печат са својим именом и знаком - детелином са три листа.
Члан овог друштва могао је постати сваки пунолетни грађанин, који је желео да сарађује на остварењу циљева друштва, а упис у чланство вршио се у секретаријату друштва у Београду, или у секретаријату одбора у унутрашњости. Управа друштва могла је да неко лице не прими као члана, уколико је сматрала да није погодан за чланство, а таква лица могла је и да предложи скупштини на искључење, уколико су већ примљени као чланови. Чланство престаје својевољним иступањем из друштва или смрћу неког од чланова. Чланови друштва су плаћали редовну месечну чланарину која је износила 2 динара.

Чланови су имали право да присуствују на свим предавањима и догађајима које би друштво организовало и да на њима учествују. Имали су активно и пасивно право гласа на скупштинама, као и могућност да користе читаонице и друге установе друштва. Дужности чланова биле су да редовно плаћају чланарину, да се одазивају позивима, да учествују у приредбама друштва и пропагирају његове идеје.
- Седница друштва Аграрна мисао
- Застава друштва
- На скупштини друштва

На оснивачкој скупштини Аграрне мисли одржаној у Београду, за председника друштва изабран је Др Милорад Недељковић, за потпредседника Радивоје Томашевић, за секретара Јевта Васиљевић, а за благајника Богољуб Михаиловић. Чланови Управног одбора били су: Др Александар Петровић, Бојан Пирц, Никодије Благојевић, Александар Ковачевић, Драгомир Стојановић, Дамњан Поповић, Радослав Башић, Предраг Пилетић, Пеција Петровић, Светолик Латиновић и Момир Станисављевић. Управни одбор био је представник целокупне организације и он је сваке године сазивао редовну скупштину друштва, као и ванредне скупштине. Одбор је био представник друштва пред властима и судовима.
Постојали су и месни одбори друштва који су се образовали у унутрашњости и они су између себе бирали председнике, потпредседнике и секретаре. Образовање месног одбора се писмено пријављивало главној управи у Београду. Ови одбори су одржавали своје седнице и конференције и о свом раду су извештавали главну управу.
Скупштина друштва била је врховни управни орган удружења и сви чланови имали су право да учествују на њој. Скупштине су биле редовне и ванредне, а сазив скупштине са дневним редом морао је бити објављен бар двадесет дана раније од предвиђеног датума заседања. Скупштину је отварао и њоме руководио председник друштва, а одлуке су се доносиле простом већином.
Програм рада Аграрне мисли
- Теме и проблеми којима се друштво бавило и на којима је радио били су следећи:
- Питање земљишног поседа, односно аграрна реформа приликом које би се доделило земљиште ситним газдинствима и сеоском     пролетаријату
- Интензивирање, рационализирање и подизање рентабилитета пољопривреде
- Здравствена служба на селу
- Ветеринарска служба на селу
- Саобраћајна аграрна политика и грађење сеоских путева
- Аграрне основе наше спољне трговинске политике
- Шуме са гледишта аграрне политике
- Лов и риболов с гледишта аграрне политике
- Пољопривредни кредит
- Војска у односу на подизање пољопривреде
- Школски програм наше државе, са гледишта народне привреде
- Однос пољопривреде према занатима
- Однос пољопривреде према индустрији
- Буџетска политика наше државе, бановина и општина са гледишта подизања пољопривреде

## ЧасописАграрна мисао
Уредник овог часописа био је Др Милорад Недељковић, а уређивао га је редакциони одбор. Сва пошта и чланци слати су на адресу уредника. Новац за чланарину и прилоге за друштво Аграрна мисао, као и претплату за часопис, слао се на чековни рачун Поштанске штедионице  У Београду. Претплата је износила 24 динара за целу и 12 динара за пола године. Часопис се штампао у штампарији Глобус Ђорђа Анђеловића, која се налазила у Космајској улици у Београду. Први број овог часописа изашао је 1. децембра 1936. године и у почетку ће излазити два пута месечно, све до јануара 1938. када почиње да излази три пута месечно. Од тада ће претплата износити 36 динара за целу годину, 18 динара за полугодишњу претплату, а цена за појединачни број била је један динар.
- Насловна страна часописа „Аграрна мисао” од 20. децембра 1938. у коме је прослављена победа на изборима Милана Стојадиновића.
- Последњи број часописа „Аграрна мисао” из децембра 1940. године

Часопис је временом постојао све садржајнији и обрађивао све више тема, које су се тицале пољопривреде. У часопису се увек налазио и део у коме се представљао рад друштва Аграрна мисао и где је детаљно писано о догађајима које је друштво организовало и одборима основаним ван Београда. Неретко су упућивани позиви читаоцима да оснивају месне одборе у унутрашњости и  пропагирају идеје друштва, а честе су биле и поруке да је рад на подизању села заправо рад на прогресу целог народа. У часопису су се објављивали и позиви за редовну годишњу скупштину са дневним редом.
Иза свих чланака стајали су стручни и компетентни људи, били су ту и агрономи, пољопривредни инжењери, правници, учитељи, министри и људи других професија. Због тога је часопис био драгоцен за читаоце и сељаке, јер су се у њему могла наћи многа упутства и корисни савети у домену пољопривреде, уређења куће и окућнице и слично. Неки од савета били су како треба покосити ливаду, како хранити живину, како сузбијати паразите, или како преко зиме хранити стоку, а често се писало и о новитетима у пољопривредној технологији или о проналаску новог начина или лека за истребљивање штеточина и томе слично. Читаоци су имали и  ту могућност да редакцији поставе питања, која су објављивана заједно са одговорима. Питања су се углавном односила на технике у пољопривреди, цене семена и других пољопривредних потрепштина, а неретко су тражени и правни савети. Постојали су и чланци који су се бавили културом и селом, а редовни су били и прегледи књига, које су се односиле на неку грану пољопривреде. Читаоци су имали прилике и да се упознају са стањем у пољопривреди и животом на селу и у другим земљама, као што су биле Француска, Бугарска и друге земље Европе. У многим бројевима пажња се посвећивала и питању здравља сељака и начину исхране код нашег становништва и како је побољшати.
Часопис је успевао да излази целе ратне 1940. године и то два пута месечно. У овим бројевима редакција се више пута освртала на ратно стање у земљи и на који начин је могуће одржати пољопривреду и спречити глад. У овој години часопис је био доста сажетији са мење страница и мање чланака, а број од 15. децембра 1940. године био је уједно и последњи који је објављен. 

### Специфични бројеви
- Бројеви 13 и 14 од 1. и 15. јула 1937. године изашао је као двобој и био је посвећен Словенцима и Словенији,а разлог томе била је посета словенске делегације Београду.
- Број 5 од 10. фебруара 1938. године био је посвећен годишњој скупштини друштва Аграрна мисао и у њему је представљен целокупан рад скупштине.
- У броју 32 од 10. новембра 1938. године друштво је јавно подржало Милана Стојадиновића, председника краљеве владе, као кандидата на изборима, који су се одржали у децембру те године. У часопису је друштво позвало своје читаоце и чланове да гласају за Стојадиновића[10], а у броју 36 од 20. децембра 1938. прослављена је његова победа на овим изборима.[11]